# 若月佑美
若月佑美（日语：／ Wakatsuki Yumi，1994年6月27日—）是日本女藝人，為女子偶像團體乃木坂46前成員，靜岡縣富士市出身，所屬經紀公司為Zest。2011年以乃木坂46一期生身分出道，2018年11月30日自乃木坂46畢業，以演員為活動重心，目前活躍於電視劇與舞台劇上。

## 經歷
若月小學時的成績優異，中學時代就讀天主教會創辦的一條龍女校後，以進入美術大學為目標，因此加入了美術部，並且上繪畫班，作品為抽象畫和油畫。然而，她在高二時對自己的前路感到迷茫，此時她回想起小學生時期想成為模特兒的夢想，最終決定付諸實行。高二時的夏天，在網上看到乃木坂46一期生徵選，便參加了。
2011年8月21日，通過最終審查正式成為乃木坂46的創團成員，徵選時唱的歌曲為SONOMI的《並不是一個人》。由於原本的學校禁止學生參與演藝活動，後來轉校至東京的高中。11月11日，她初次在乃木坂46官方博客上發文。12月12日，由於其入團前與男生交往的照片在網上流出，被迫在年內暫停活動。
2012年1月5日，若月再次展開活動。2月22日，以乃木坂46第一張單曲《窗簾圍繞》的收錄曲《左胸的勇氣》和《乃木坂之詩》而正式出道。8月22日，在乃木坂46第3張單曲《奔馳吧！Bicycle》中首次成為選拔成員。9月5日，她的作品入選第97屆二科展的設計部A部門，這是此日本著名美術展的設計獎項中首次有藝人入選。10月15日，擔任未來靜岡（靜岡新聞發行）的官方支持者。11月，開始出演NHK教育頻道節目《R的法則》。
2013年3月，從高中畢業。4月6日，出演日本電視台電視劇《BAD BOYS J》，這是她首次在電視劇出演常規角色。5月，她在舞台劇《16名首席舞者 deux》演出了主要的全部十個角色。9月4日，她的作品再次入選二科展的設計部A部門。9月10日，獲頒發「靜岡新聞廣告獎2013」的公開招募部門審査員特別獎。
2014年9月3日，若月的作品再次入選二科展，分別是設計部A部門和C部門，共兩項作品入選。9月21日播出的《乃木坂在哪裡？》的「乃木坂46 畫王決定戰」中，標題為日村勇紀的素描，她的作品獲評為最好的三幅之一12月18日，在書籍《POKER FACE》中首次取得單人封面。
2015年1月10日，與西野七瀨、井上小百合、櫻井玲香、中田花奈、永島聖羅、能條愛未、一起在乃木神社舉行成人式9月2日，連續四年入選二科展，入選部門為A部門（自由主題、海報）。12月26日，開始在蘋果專業雜誌《Mac Fan》上連載《Wakatsuki Works World》。
2016年8月31日，連續第五年入選二科展，入選部門為A部門（自由主題、海報）。同月29日，與櫻井玲香共同主演舞台劇《被嫌棄的松子的一生》。
2017年4月，出演《犬夜叉》舞台劇，飾演女角色日暮籬。6月，得到福田雄一導演賞識，被邀請出演11至12月的舞台劇《型男育成講座》，飾演女主角OL。8月，若月與三期生梅澤美波、阪口珠美、山下美月，組成乃木坂46團內的企劃子團體「若樣軍團」。9月6日，連續第六年入選二科展，入選部門為A部門（自由主題、海報）。10月11日發行的乃木坂46第19張單曲《及時行事》中，收錄以「若樣軍團」的名義演唱的《失戀清潔工》。11月7日，發行首本個人寫真集《Palette》（パレット），於西班牙拍攝，以1.2萬銷量取得Oricon公信榜書籍週榜寫真集部門第1位，綜合部門則是第9位。
2018年9月5日，連續第七年入選二科展，入選部門為A部門（自由主題、海報）。10月1日，在官方部落格上宣布將於11月底自乃木坂46畢業。10月14日，出演日本電視台週日連續劇《我是大哥大!!》，在劇中飾演川崎明美。11月1日至4日舉辦的「街頭藝術世界盃in靜岡2018」，若月擔任原創T恤的設計。11月30日，正式從乃木坂46畢業。12月4日，於日本武道館舉行畢業典禮，正式結束在乃木坂46的所有活動。12月27日，家鄉的靜岡朝日電視台播出了若月的畢業特別節目。同日，開設個人Instagram帳號。12月31日，若月位於乃木坂46內的部落格正式關閉。
2019年9月4日，連續第八年入選二科展，入選部門為A部門（自由主題、海報）。
2020年4月1日，宣布與經紀公司Zest締結業務提攜關係。4月23日，宣布擔任時尚雜誌《Oggi》美容專屬模特兒。4月27日，開設官方Twitter帳號。12月1日，開設個人YouTube頻道「未開發區域ch」。
2021年1月，從乃木坂46合同會社移籍至Zest。9月8日，發行第二本個人寫真集《And Chocolate》（アンド チョコレート）。12月10日，宣布與演員玉置玲央結婚。
2022年9月7日，時隔三年入選二科展，首次獲得A部門的特選獎，並獲得二科會會友資格。
2023年12月12日，宣布出演將於隔年1月20日開始播出的電視劇《名流男子太棘手》，也是若月首次擔任電視連續劇主演。

## 人物
若月的暱稱是Myumyu（みゅうみゅう）、若大人（或）、Wakatsuki（或）、Yumichan。由於以前的暱稱在活動中太難高喊出來，若月在接納支持者的想法後才改用Yumichan這個暱稱。另外，她也喜歡語言遊戲和雙關語等，自我介紹時會將您好（こんにちは）和若月（わかつき）合併起來，說成您好若月，在博客上的尾句，也會使用由byebye（ばいばい）和若月（わかつき）合併而成的bye月。2013年3月，她在訪問太空人星出彰彥時，巧妙地將借用接駁於國際太空站的希望號實驗艙的希望，套入乃木坂46第5張單曲《你就是希望》的歌詞中，「對我來說宇宙是未知而且無法想像的世界」（私にとって宇宙が未知の世界で想像もできないものだった）。
興趣方面，若月愛吃冰淇淋，愛讀的書籍則是新川直司的《四月是你的謊言》。另外，她以川島海荷為目標，希望夠成為女演員兼偶像，其演技亦獲電影導演山下敦弘讚賞。此外，她也憧憬於中元日芽香，她認為中元能夠緩和四周的空氣。2014年後半年起，她與DOWN TOWN（尤其是濱田雅功）合作的機會增加，每逢節目播放前數天均會在博客上公佈消息。

### 興趣
若月對設計、藝術、繪畫、製作甜食和研究少女漫畫研究均感興趣。設計方面，她曾經親自設計乃木坂46的原創商品。少女漫畫則是在小學三年級時受到姊姊的影響，在上京後由於獨處的時間增加，便開始看各式各樣的少女漫畫。

### 特長
若月擅長美術。學習方面，擅長的科目分別是美術、體育、國語（日語）。美術方面，她曾連續8年入選二科展。將來希望能夠有一本包含故事性和訊息性的寫真集。體育方面，50米跑紀錄為8秒06。另外，她亦取得語彙、閱讀理解能力檢定準2級的資格。

## 參與歌曲
- 標註「★」符號表示該首歌曲有拍攝MV。

### 單曲
乃木坂46
|      | 發行日期       | 單曲名稱           | 參與歌曲名稱             | MV | 備註            |
| ---- | -------------- | ------------------ | ------------------------ | -- | --------------- |
| 01st | 2012年02月22日 | 窗簾圍繞           | 左胸的勇氣               |    | 出道作品        |
| 01st | 2012年02月22日 | 窗簾圍繞           | 乃木坂之詩               | ★  |                 |
| 02nd | 2012年05月02日 | 來吧Shampoo！      | 對狼吹口哨               | ★  |                 |
| 02nd | 2012年05月02日 | 來吧Shampoo！      | HOUSE!                   |    |                 |
| 03rd | 2012年08月22日 | 奔馳吧！Bicycle    | 奔馳吧！Bicycle          | ★  | 選拔            |
| 03rd | 2012年08月22日 | 奔馳吧！Bicycle    | 人為什麼奔跑？           | ★  |                 |
| 03rd | 2012年08月22日 | 奔馳吧！Bicycle    | 沉默的吉他               | ★  |                 |
| 04th | 2012年12月19日 | 制服模特兒         | 制服模特兒               | ★  | 選拔            |
| 04th | 2012年12月19日 | 制服模特兒         | 指望遠鏡                 | ★  |                 |
| 04th | 2012年12月19日 | 制服模特兒         | 來得及的溫柔             |    |                 |
| 05th | 2013年03月13日 | 你就是希望         | 你就是希望               | ★  | 選拔            |
| 05th | 2013年03月13日 | 你就是希望         | 乾脆一點                 | ★  |                 |
| 05th | 2013年03月13日 | 你就是希望         | 浪漫墨魚燒               |    |                 |
| 05th | 2013年03月13日 | 你就是希望         | 念力的可能性             |    |                 |
| 06th | 2013年07月03日 | Girls' Rule        | Girls' Rule              | ★  | 選拔            |
| 06th | 2013年07月03日 | Girls' Rule        | 世界上最孤獨的Lover      | ★  |                 |
| 06th | 2013年07月03日 | Girls' Rule        | 蝙蝠啊                   |    |                 |
| 06th | 2013年07月03日 | Girls' Rule        | 從其他星星而來           | ★  |                 |
| 06th | 2013年07月03日 | Girls' Rule        | 人們的樂器               |    |                 |
| 07th | 2013年11月27日 | 髮夾               | 髮夾                     | ★  | 八福神+1        |
| 07th | 2013年11月27日 | 髮夾               | 月亮的大小               | ★  |                 |
| 07th | 2013年11月27日 | 髮夾               | 如此的笨蛋・・・         | ★  |                 |
| 07th | 2013年11月27日 | 髮夾               | 所謂的溫柔               |    |                 |
| 08th | 2014年04月02日 | 察覺時已是單戀     | 察覺時已是單戀           | ★  | 選拔            |
| 08th | 2014年04月02日 | 察覺時已是單戀     | 浪漫的開始               | ★  |                 |
| 08th | 2014年04月02日 | 察覺時已是單戀     | 呼吸的方法               |    |                 |
| 08th | 2014年04月02日 | 察覺時已是單戀     | 謝謝                     |    |                 |
| 09th | 2014年07月09日 | 夏天的Free&Easy    | 夏天的Free&Easy          | ★  | 十福神          |
| 09th | 2014年07月09日 | 夏天的Free&Easy    | 無能為力地待在你身邊     |    |                 |
| 09th | 2014年07月09日 | 夏天的Free&Easy    | 我如果不去的話會是誰去？ |    |                 |
| 09th | 2014年07月09日 | 夏天的Free&Easy    | 不說話的獅子             | ★  |                 |
| 10th | 2014年10月08日 | 第幾次的藍天？     | 第幾次的藍天？           | ★  | 選拔            |
| 10th | 2014年10月08日 | 第幾次的藍天？     | 敲響倒下的鐘             | ★  |                 |
| 10th | 2014年10月08日 | 第幾次的藍天？     | 迂迴的愛情               |    |                 |
| 11th | 2015年03月18日 | 生命如此美好       | 生命如此美好             | ★  | 十福神          |
| 12th | 2015年07月22日 | 太陽敲敲門         | 太陽敲敲門               | ★  | 十福神          |
| 12th | 2015年07月22日 | 太陽敲敲門         | 羽毛的記憶               | ★  |                 |
| 13th | 2015年10月28日 | 此刻，想說話的對象 | 此刻，想說話的對象       | ★  |                 |
| 13th | 2015年10月28日 | 此刻，想說話的對象 | POPIPAPAPA               | ★  |                 |
| 13th | 2015年10月28日 | 此刻，想說話的對象 | 忘卻悲傷的方法           | ★  |                 |
| 13th | 2015年10月28日 | 此刻，想說話的對象 | 間隙                     |    |                 |
| 14th | 2016年03月23日 | 當春紫苑盛開時     | 當春紫苑盛開時           | ★  | 選拔            |
| 14th | 2016年03月23日 | 當春紫苑盛開時     | 遙遠的不丹王國           | ★  |                 |
| 15th | 2016年07月27日 | 赤腳Summer         | 赤腳Summer               | ★  | 選拔            |
| 15th | 2016年07月27日 | 赤腳Summer         | 專屬光芒                 |    |                 |
| 16th | 2016年11月09日 | 再見的意義         | 再見的意義               | ★  | 十一福神        |
| 16th | 2016年11月09日 | 再見的意義         | 孤獨的藍天               |    |                 |
| 17th | 2017年03月22日 | 大影響家           | 大影響家                 | ★  | 十二福神        |
| 17th | 2017年03月22日 | 大影響家           | 人生的思考               |    | 女子高中四重奏  |
| 18th | 2017年08月09日 | 蜃景               | 蜃景                     | ★  | 選拔            |
| 18th | 2017年08月09日 | 蜃景               | 女人無法獨自入眠         | ★  |                 |
| 18th | 2017年08月09日 | 蜃景               | 漫長夏日…                |    |                 |
| 18th | 2017年08月09日 | 蜃景               | 能盡情哭泣不是很好嗎？   |    |                 |
| 19th | 2017年10月11日 | 及時行事           | 及時行事                 | ★  | 十一福神        |
| 19th | 2017年10月11日 | 及時行事           | 失眠症                   |    |                 |
| 19th | 2017年10月11日 | 及時行事           | 失戀清潔工               | ★  | 若樣軍團 Center |
| 20th | 2018年04月25日 | 同步巧合           | 同步巧合                 | ★  |                 |
| 20th | 2018年04月25日 | 同步巧合           | Against                  | ★  |                 |
| 21st | 2018年08月08日 | 以自我為中心！     | 以自我為中心！           | ★  |                 |
| 21st | 2018年08月08日 | 以自我為中心！     | 我喜歡過你，但是…        |    |                 |
| 22nd | 2018年11月14日 | 想繞遠路回家       | 想繞遠路回家             | ★  | 十四福神        |
| 22nd | 2018年11月14日 | 想繞遠路回家       | 告白的順序               | ★  | 女校四重唱      |

1. ↑  收錄於單獨發行的MV合集《ALL MV COLLECTION～當時的少女們～》。
2. ↑  乃木坂46TV第2彈企劃環節Unit曲成員發起製作，放在官方Youtube上。
3. ↑  根據單曲CD内附歌詞本，小分隊名稱。

其他
| 發行日期                                    | 單曲名稱       | 參與歌曲名稱 | MV | 備註         |
| ------------------------------------------- | -------------- | ------------ | -- | ------------ |
| 2012年07月25日                              | 大人彩色糖     | 不再綁雙馬尾 | ★  | 麻友坂46     |
| 2020年6月17日（日本） 2020年6月24日（海外） | 世界中的鄰居啊 | —            | ★  | 下載限定歌曲 |

1. ↑  以畢業成員參與。

### 專輯
乃木坂46
|      | 發行日期       | 專輯名稱       | 參與歌曲名稱 | 備註 |
| ---- | -------------- | -------------- | ------------ | ---- |
| 01st | 2015年01月07日 | 透明色         | 誰是夥伴     |      |
| 01st | 2015年01月07日 | 透明色         | 我所在的地方 |      |
| 02nd | 2016年05月25日 | 屬於我們的位子 | 契機         |      |
| 02nd | 2016年05月25日 | 屬於我們的位子 | 太陽的誘惑   |      |
| 02nd | 2016年05月25日 | 屬於我們的位子 | 口頭約定     |      |
| 03rd | 2017年05月24日 | 最初的夢想     | 跳傘         |      |
| 03rd | 2017年05月24日 | 最初的夢想     | 指定溫度     |      |
| 03rd | 2017年05月24日 | 最初的夢想     | Rewind那一天 |      |

## 演出

### 電視劇
- 欺詐偶像（2012年1月14日－4月7日，東京電視台）：飾演 若月佑美[90]
- BAD BOYS J（2013年4月6日－6月22日，日本電視台）：飾演 新田美緒[91]
- 失戀巧克力師 第6集（2014年2月17日，富士電視台）：飾演 由香鈴（ユカリン）[92]
- 初森BEMARS（2015年7月11日－9月26日，東京電視台）：飾演 時下（イマドキ）[93]
- 花燃 第29集（2015年7月19日，NHK）：飾演 女侍者[94]
- 初戀三角關係～她為何到日本來？（；2016年2月11日，東京電視台）：飾演 新人AD [95]
- 我是大哥大!!（2018年10月14日－12月16日，日本電視台）：飾演 川崎明美[49]
  - 週五ROAD SHOW！（日语：金曜ロードSHOW!）「電影上映紀念!!我是大哥大!!特別篇」（2020年7月17日）：飾演 川崎明美[96]
- 即使生氣也不要和笨蛋交手（日语：頭に来てもアホとは戦うな!#テレビドラマ）（2019年4月22日－6月24日，日本電視台）：飾演 野村由里[97]
- 12名想要被擁抱的女性（日语：抱かれたい12人の女たち） 第2集（2019年10月13日，大阪電視台）：飾演 若月佑美（本人）[98][99]
- 夏洛克：未敘之章 第5集（2019年11月4日，富士電視台）：飾演 真澄[100]
- 父親與兒子的地下偶像（2020年2月23日，WOWOW）：飾演 清水椎奈[101]
- 我的家政夫渚先生（2020年7月7日－9月8日，TBS電視台）：飾演 天馬朱里（天馬あかり）[102]
  - 我的家政夫渚先生 新婚大叔！ 特別篇（2020年9月8日，TBS）：飾演 天馬朱里[103]
- 寵女青春白皮書 第6集（2020年9月6日，日本電視台）：客串 和服店店員[104]
- 共演NG（2020年10月26日－12月14日，東京電視台）：飾演 篠塚美里[105]
- 企業～逆轉天鵝～（日语：カンパニー〜逆転のスワン〜） 第1集（2021年1月10日，NHK BS Premium）：客串 鈴木舞[106]
- 果然是掉鏈子刑警（日语：おしい刑事） 第3集（2021年3月21日，NHK BS Premium）：客串 遠藤美咲[107]
- 新・南之帝王（日语：難波金融伝・ミナミの帝王#新・ミナミの帝王 THE KING OF MINAMI（テレビドラマ版））（關西電視台）：飾演 薄井翠
  - 新・南之帝王～守護銀次郎所愛的味道!～（2021年3月23日）[108]
  - 新・南之帝王～醜聞曝光！銀次郎的遺言～（2022年3月22日）[109]
  - 新・南之帝王 銀次郎的新敵人是神！？（2023年3月25日）[110]
- 不能結婚的理由（2021年4月18日－6月20日，朝日放送電視台）：飾演 後藤真理子[111]
- 孤獨的美食家 Season9 第10集（2021年9月11日，東京電視台）：飾演 小坂里美[112][113]
- 世界上最倒霉的女人（日语：アンラッキーガール!）（2021年10月7日－12月9日，讀賣電視台）：飾演 朝倉香[114]
- 螺旋的迷宮～DNA科學搜查～ 第5集（2021年11月12日，東京電視台）：飾演 澤井百合子[115]
- 我才不會把女兒交给YouTuber!（2022年1月17日－3月28日，東京電視台）：飾演 平風花[116]
- 競爭的維護者 第10集（2022年9月19日，富士電視台）：飾演 北川亞沙子[117]
- 靈媒偵探城塚翡翠 第1、4集（2022年10月16日、11月6日，日本電視台）：飾演 岩戶由里子[118]
- Invert 城塚翡翠倒敘集 第2、4集至最終集（2022年12月4日、18日－25日，日本電視台）：飾演 涼見梓／岩戶由里子[119]
- 家電武士特別篇 停止！忠臣藏（2023年1月4日，BS松竹東急）：飾演 阿鈴[120]
- 因為我很爽朗（2023年1月9日－2月9日，NHK綜合台）：飾演 安藤晴香[121]
- 星降的夜晚 第4、5、7集（2023年2月7日－14日、28日，朝日電視台）：飾演 佐藤歌（佐藤うた）[122]
- 獻給國王的無名指（2023年4月18日－6月20日，TBS電視台）：飾演 二階堂美咲[123]
- 星期幾出生的（日语：何曜日に生まれたの）（2023年8月6日－10月8日，朝日放送電視台）：飾演 江田瑞貴[124]
- 名流男子太棘手（日语：セレブ男子は手に負えません）（2024年1月20日－3月24日，朝日電視台）：主演 百瀬ひかる[125]
- 客廳裡的松永先生 第6集至最終集（2024年2月13日－3月26日，關西電視台、富士電視台）：飾演 小林夏未[126]
- 非快速眼動之窗 2024・春 第2話「PTA」（2024年3月31日，日本電視台）：飾演 三井由奈[127]
- BLUE MOMENT 第8集（2024年6月12日，富士電視台）：飾演 三條奈央[128]
- OCTO 〜感情搜查官 心野朱梨〜 第二季（2024年10月3日，日本電視台）：飾演 時田里菜[129]
- 御飯糰 第6集至（2024年10月6日－，NHK）：飾演 五十嵐郁美[130]

### 網絡劇
- 銀魂2-世界奇妙銀魂醬- 第1集「神樂失眠篇」（2018年8月18日，DTV）：飾演 湯姆[131][132]
- 那個火，一定會來的。（2020年1月14日－3月24日，ENEOS）[133]
- 我的部下遙人君（2020年7月7日－9月1日，Paravi）：飾演 天馬朱里（天馬あかり）[134]
- 妄想開關（2020年9月29日－10月2日，au Smart Pass（日语：auスマートパス））：飾演 空見朋（主演）[135]
- 累到萌生殺意～共演NG裡真正NG的幕後故事 第3集（2020年11月9日，Paravi）：飾演 篠塚美里[136]
- 真理子娘家問候篇（2021年6月21日，TELASA）：飾演 後藤真理子[137]
- 開運！世界上最倒霉的女人！（2021年11月18日－12月9日，Hulu）：飾演 朝倉香[138]
- 獻給女王的無名指（2023年5月2日－6月20日，Paravi）：飾演 二階堂美咲[139]
- 10年前的放學後～你覺得我，怎麼樣？～（2023年8月27日，TVer、ABEMA）：飾演 江田瑞貴[140]
- 小紅帽，在旅途中遇見屍體。（2023年9月14日，Netflix）：飾演 瑪歌（マルゴー）[141]

### 電視節目
- R的法則（2012年11月5日－2016年3月28日，NHK教育頻道）- 第3期R's member（R's number：000053）[21]
- 便當少女（日语：弁当少女）（2013年10月4日－2014年3月28日，MBS電視台）- MC[142]
- Musicyun（2014年4月4日－9月27日，MBS電視台）- MC[143]
- 日本創造紀行 和ーティスト（2018年4月21日－5月5日，日本BS放送）- 主持[144][145]
- THE名門校 日本全国すごい学校名鑑（2020年4月19日－2021年3月21日，BS東視）- 旁白[146]

### 電影
- 劇場版BAD BOYS J -最後要保護的東西-（2013年11月9日上映，Showgate（日语：博報堂DYミュージック&ピクチャーズ））：飾演 新田美緒[147]
- 信號100（日语：シグナル100）（2020年1月24日上映，東映）：飾演 小泉遙（小泉はるか）[148]
- 阿宅的戀愛太難（2020年2月7日上映，東寶）：飾演 未來[149]
- 我是大哥大!! 電影版（2020年7月17日上映，東寶）：飾演 川崎明美[150]
- 我的櫻花戀人（日语：桜のような僕の恋人）（2022年3月24日上映，Netflix）：飾演 市川真琴[151]
- X光室的奇蹟 電影版（2022年4月29日上映，東寶）：飾演 高橋夏希[152]
- 黑夜遊行（2022年12月23日上映，東寶）：飾演 赤井稻穗[153]

### 舞台劇
- 「2LDK」-2013-（2013年10月11日，俳優座劇場（日语：俳優座劇場））：飾演 松本希美（主演）[154]
- 沒有人活著嗎（日语：生きてるものはいないのか#2014年）（；2014年10月16日－26日，青山圓形劇場（日语：青山円形劇場））：飾演 Nana[155]
- 吸血鬼騎士（ヴァンパイア騎士；2015年1月21日－25日，博品館劇場（日语：博品館劇場））：飾演 黑主優姬（主演）[156]
  - 吸血鬼騎士-Revive-（ヴァンパイア騎士-Revive-；2015年7月1日－5日，OWLSPOT劇院（日语：豊島区立舞台芸術交流センター））：飾演 黑主優姬（主演）[157]
- 所有的狗都上天堂（日语：すべての犬は天国へ行く#リメイク版）（；2015年10月1日－12日，東京AiiA劇場（日语：アイアシアタートーキョー））：飾演 Marine（マリネ）[158]
- 女子落語貳〜跳躍時空蕎麥麵〜（じょしらく弐 〜時かけそば〜；2016年5月12日－22日，東京AiiA劇場）：飾演 防波亭手寅[159]
- 令人討厭的松子的一生（嫌われ松子の一生；2016年9月29日－10月10日，品川王子大飯店 ex俱樂部）：飾演 川尻松子（主演）[35][注 4]
- 犬夜叉（2017年4月6日－15日，天王洲 銀河劇場（日语：天王洲 銀河劇場））：飾演 日暮籬[36]
- 薙刀社青春日記（2017年5月20日－31日，東京：EX THEATER ROPPONGI／6月2日－5日，大阪：森之宮 Piloti Hall（日语：森ノ宮ピロティホール）／6月9日-11日，愛知：愛知縣藝術劇場（日语：愛知県芸術劇場） 大Hall）：飾演 宮路真春[160]
- 型男育成講座（モテリーマン講座；2017年11月2日-12月30日，東京、愛媛、廣島、岩、青森、北海道、宮城、福岡、大阪、愛知、靜岡）：飾演 OL[37]
- 惡童（；2018年11月18日－25日，天王洲 銀河劇場）：飾演 黑（主演）[161]
- 威尼斯戀愛狂想曲（恋のヴェネチア狂騒曲；2019年7月5日－7月28日，新國立劇場 中劇場）[162]
- GOZEN-狂亂之劍-（GOZEN-狂乱の剣-；2019年9月12日－23日，日光劇場（日语：サンシャイン劇場））：飾演 小松原奈奈（女主角）[163]
- おっかちゃん劇場（2020年12月23日－30日，本多劇場（日语：本多劇場））：飾演 HANA[164]
- 薔薇王的葬列（薔薇王の葬列；2022年6月10日－19日，日本青年館）：飾演 理察德（主演）[注 5][165]
- 有頂天家族（2024年11月3日－11日，東京：新橋演舞場／11月16日－23日，京都：南座／11月30日－12月1日，愛知：御園座）：飾演 弁天[166]

### 電視動畫
- Freej（2019年4月3日－9月27日，TOKYO MX）：聲演 Abood（アブート）[167]

### 廣告
- 治山商事 靜岡祭（2017年10月12日－）[168][169]
- 吉野家（2018年6月－2019年10月）
  - 新麦とろ牛皿御膳（2018年6月22日－）- 與佐藤二朗、太賀、戶塚純貴共演[170]
  - 牛すき鍋膳（2018年11月1日－）- 與佐藤二朗、太賀、池谷伸枝共演[171][172]
- Rikunabi NEXT（日语：リクナビ）（2021年1月25日－）[173]
- SHOWROOM smash.「smash.窓キス」編（2021年2月18日－）- 與龍星涼共演[174][175]
- Monogatari 焼肉きんぐ「やるな～焼肉きんぐ!」篇（2021年8月20日－）[176][177]

### 平面代言
- Ground Y 2022年秋冬形象模特兒（2022年）[178]

### 電台
- IT科技學園（2016年4月2日－2019年3月30日，TOKYO FM）[179][180]
- （2016年8月5日－2018年3月30日，TOKYO FM）[181]
- 我正在做！～星期一了～（2020年4月27日－2021年10月4日，MBS電台）[182]
- MBS Young Town星期一（2021年10月4日－2023年9月25日，MBS電台）[183][184]

### 音樂錄影帶
- Novelbright（2020年）[185]
- 福原遙《Lucky Days feat. OKAMOTO'S》（2021年）[186]
- Da-iCE《Sweet Day》（2022年）[187]
- Da-iCE《NIGHT OWL》（2022年）[187]
- Tani Yuuki《命運》（2023年）[188]

### 活動
- 東京女孩展演
  - Tokyo Girls Collection 2017 SPRING／SUMMER（2017年3月25日，國立代代木競技場第一體育館）[189]
  - 第33回 Mynavi Tokyo Girls Collection 2021 AUTUMN／WINTER（2021年9月4日，埼玉超級競技場）[190]
- GirlsAward
  - Rakuten GirlsAward 2023 SPRING／SUMMER（2023年5月4日，國立代代木競技場第一體育館）[191]
  - Rakuten GirlsAward 2023 AUTUMN／WINTER（2023年9月30日，幕張展覽館）[192]
  - Rakuten GirlsAward 2024 SPRING／SUMMER（2024年5月3日，國立代代木競技場第一体育館）[193]
- 用眼睛來吃的體驗型電子藝術「食神大人的不可思議餐廳」展（2017年1月28日－5月21日，日本橋茅場町特設會場）：飾演 狐狸 UKA[194]
- 静岡県文化プログラム広報メッセンジャー（2020年）[195]

## 書籍
- 穿著不習慣的鞋子直到穿壞（履きなれない靴を履き潰すまで；2023年6月27日，扶桑社）[196]

### 寫真集
- 季刊 乃木坂 vol.1 早春（2014年3月5日，東京新聞通信社）[197]
- Palette（パレット；2017年11月7日，集英社）[44][198]
- And Chocolate（アンド チョコレート；2021年9月8日，小學館）[199]

### 雜誌連載
- 未來靜岡（2012年10月15日－2015年，靜岡新聞）- 官方支持者[20]
- Mac Fan（日语：Mac Fan）（2015年12月26日－2017年3月，日經BP出版中心）- Wakatsuki Works World[200]
- 日刊體育静岡版（2016年1月22日 - 2016年5月、日刊體育新聞社（日语：日刊スポーツ新聞社））- 向上爬吧!! 深川若月（のぼれ!! ふかがわかつき；與深川麻衣共同登場）[201]
- 日刊體育静岡版（2016年10月1日－2018年12月1日，日刊體育新聞社）- 日刊若大人（ニッカン若様）[202]
- Oggi（日语：Oggi）（2020年4月27日－，小學館）- 美容專屬模特兒[203]
  - 私の会社のメイク上手な若月さん（2021年4月26日－）[204]

## 外部連結
- 若月佑美官方網站（日語）
- 舊官方網站（日語）
- Zest個人介紹頁 （页面存档备份，存于）（日語）
- 乃木坂46合同會社個人介紹頁（日語）
- 若月佑美的Instagram帳戶（2018年12月28日－）（日語）
- 若月佑美的X（前Twitter）（2020年4月27日－）（日語）
- YouTube上的未開發區域【若月佑美 公式】頻道（日語）
- 未開發區域 （页面存档备份，存于）（日語）

乃木坂46時期
- 乃木坂46 若月佑美 個人簡介（日語）（2011年8月21日－2018年12月31日）
- 乃木坂46 若月佑美 官方部落格（日語）（2011年11月11日－2018年12月31日）
- 若月佑美1st寫真集Palette【公式】的X（前Twitter）（日語）
- 若月佑美1st寫真集Palette【公式】的Instagram帳戶（日語）